# Novés
Novés é um município da Espanha na província de Toledo, comunidade autónoma de Castilla-La Mancha, de área 42 km² com população de 1911 habitantes (2006) e densidade populacional de 41,01 hab/km².

## Demografia
| Variação demográfica do município entre 1991 e 2004 | Variação demográfica do município entre 1991 e 2004 | Variação demográfica do município entre 1991 e 2004 | Variação demográfica do município entre 1991 e 2004 |
| --------------------------------------------------- | --------------------------------------------------- | --------------------------------------------------- | --------------------------------------------------- |
| 1991                                                | 1996                                                | 2001                                                | 2004                                                |
| 1521                                                | 1548                                                | 1597                                                | 1718                                                |